# DeeAndre Hulett
Pour les articles homonymes, voir Hulett (homonymie).
DeeAndre Hulett, né le 29 décembre 1980, à Saginaw, au Michigan, est un ancien joueur de basket-ball américain. Il évolue durant sa carrière au poste d'ailier.